# Список глав государств в 1431 году
Список глав государств в 1430 году — 1431 год — Список глав государств в 1432 году — Список глав государств по годам

## Азия
- Ак-Коюнлу — Кара Осман, бей (1403 — 1435)
- Анатолийские бейлики —
  - Зулькадар — Мухаммад Насир ад-дин, бей (1399 — 1442)
  - Исфендиярогуллары — Исфендияр, бей (1385 — 1440)
  - Караманиды — Ибрагим II, бейлербей (1424 — 1464)
  - Рамазаногуллары (Рамаданиды) — Мехмет, бей (1426 — 1435)
- Грузинское царство — Александр I Великий, царь (1412 — 1442)
  - Самцхе-Саатабаго — Иване II, атабег (1395 — 1444)
- Бруней — Шариф Али, султан (1425 — 1432)
- Дайвьет — Ле Лой, император (1428 — 1433)
- Индия —
  - Амбер (Джайпур) — Удхао Рао, раджа[кат.] (1424 — 1453)
  - Ахом — Супанкпхаа, махараджа[англ.] (1422 — 1439)
  - Бахманийский султанат — Ахмад Вали-шах I, султан (1422 — 1436)
  - Бенгальский султанат — Джалалуддин Мухаммад Шах, султан (1415 — 1416, 1418 — 1433)
  - Бунди — Биру, раджа (1415 — 1470)
  - Бхавнагар — Саранжи Каноджи, раджа (1420 — 1445)
  - Венад[англ.] — Удайя Мартанда Варма, махараджа[англ.] (1383 — 1444)
  - Виджаянагарская империя — Деварайя II, махараджадхираджа (1424 — 1446)
  - Восточные Ганги[англ.] — Бхану Дева IV, царь[англ.] (1424 — 1434)
  - Гуджаратский султанат — Ахмад-шах I, султан (1411 — 1442)
  - Делийский султанат — Муизз ад-дин Мубарак-шах II, султан (1421 — 1434)
  - Дунгарпур — Гопинатх Сингх, раджа (1423 — 1447)
  - Камата — Мриганка, махараджа (1415 — 1440)
  - Качари — Махаманипха, царь (ок. 1411 — ок. 1436)
  - Кашмир — Зайн аль-Абидин, султан (1420 — 1470)
  - Майсур — Шамараджа I, махараджа (1423 — 1459)
  - Малавский султанат — Хушанг-шах, султан (1406 — 1435)
  - Манипур — Пуншиба, раджа[англ.] (1399 — 1432)
  - Марвар (Джодхпур) — Ранмал, раджа (1427 — 1438)
  - Мевар — Мокаль Сингх, махарана (1421 — 1433)
  - Редди[англ.] — Рача Вема, раджа[кат.] (1420 — 1434)
  - Синд — Туглук, джем (султан)[англ.] (1414 — 1442)
  - Сирохи — Сенс Маль, раджа (1424 — 1451)
- Индонезия —
  - Маджапахит — Сухита, рату (1429 — 1447)
  - Пасай — Зайнал Абидин II, султан (1428 — 1438)
  - Сунда — Нискала Васту Канкана, махараджа (1371 — 1475)
  - Тернате — Комала Пулу (Бесси Мухаммад Хасан), султан (1377 — 1432)
- Ирак —
  -  Джалаириды — Хусейн II, султан (1425 — 1432)
- Иран —
  -  Каркия — Сайед Насер Кия, амир (1430 — 1448)
  -  Падуспаниды — Каюмарт I, малек (1399 — 1453)
- Йемен —
  -  Расулиды — Аз-Захир Яхья, султан (1428 — 1439)
- Кара-Коюнлу — 
  - Абу Саид, султан (в Тебризе) (1429 — 1431)
  - Искандар-хан, султан (в Тебризе) (1420 — 1429, 1431 — 1436)
  - Испенд-хан, султан (в Багдаде) (1420 — 1445)
- Кедах — Атауллах Мухаммад Шах I, султан[англ.] (1422 — 1472)
- Кипрское королевство — Янус, король (1398 — 1432)
- Китай (Империя Мин)  — Чжу Чжаньцзи, император (1425 — 1435)
- Камбоджа — Понья Ят, царь[англ.] (1431 — 1463)
- Лансанг  — Кхон Кхам, король (1430 — 1432)
- Малаккский султанат — Мухаммад Шах, султан (1424 — 1444)
- Мальдивы — Юсуф II, султан (1421 — 1443)
- Михрабаниды[англ.] — Шамс аль-Дин Али, малик[англ.] (1419 — 1438/1439)
- Монгольская империя — 
  - Золотая Орда — Улу-Мухаммед, хан (1419 — 1423, 1426 — 1427, 1428, 1428 — 1432)
    - Ногайская Орда — Ваккас, бий (1428 — 1447)

  - Ойратское ханство — Тогон, тайша (1416 — 1439)
  - Северная Юань — Адай, великий хан (1425 — 1438)
- Мьянма — 
  - Ава — Моньин Тадо, царь[англ.] (1426 — 1439)
  - Аракан (Мьяу-У) — Со Мон, царь[англ.] (1429 — 1433)
  - Хантавади — Бинья Ран I, царь[англ.] (1424 — 1446)
- Оман — Махзун бен аль-Фалла, имам (1406 — 1435)
- Османская империя — Мурад II, султан (1421 — 1444, 1446 — 1451)
- Рюкю — Сё Хаси, ван (1429 — 1439)
- Таиланд — 
  - Аютия — Бороммарачатират II, король (1424 — 1448)
  - Ланнатай — Самфанкаен, король[англ.] (1402 — 1441)
  - Сукхотаи (Сиам) — Бороммапан, король (1419 — 1438)
- Тибет — Гонгма Дракпа Гяльцен, типон[англ.] (1385 — 1432)
- Трапезундская империя — Иоанн IV, император (1429 — 1459)
- Туран (Государство Тимуридов) — Шахрух, великий эмир (1409 — 1447)
  - Мавераннахр — Улугбек, хан  (1409 — 1449)
  - Могулистан — 
    - Сатук, хан  (1429 — 1434)
    - Эсен Буга, хан  (1429 — 1462)
- Тямпа — Джайя Симхаварман V, царь (1400 — 1441)
- Узбекское ханство — Абулхайр, хан (1428 — 1468)
- Филиппины — 
  - Тондо — Лонток, раджа[англ.] (ок. 1430 — ок. 1450)
- Чосон  — Седжон Великий, ван (1418 — 1450)
- Ширван — Халил-улла I, ширваншах (1417 — 1465)
- Шри-Ланка — 
  - Джафна — Гунавеера Синкайярийян, царь[фр.] (1410 — 1440)
  - Котте — Паракрамабаху VI, царь (1412 — 1467)
- Япония — 
  - Хикохито (император Го-Ханадзоно), император (1428 — 1464)
  - Сёгунат Муромати — Асикага Ёсинори, сёгун (1429 — 1441)

## Америка
- Ацтекская империя (Тройственный союз) — Ицкоатль, великий тлатоани (1428 — 1440)
  - Теночтитлан — Ицкоатль, Теночтитлан (1428 — 1440)
  - Тескоко — Несауалькойотль, тлатоани (1428 — 1472)
  - Тлакопан — Тотокиуацин I, тлатоани (1428 — 1470)
- Куско — Виракоча, сапа инка (1410 — 1438)
- Тараско — Тангашуан I, каконци (1430 — 1454)
- Тлателолько — Куаутлатоа, тлатоани (1428 — 1460)

## Африка
- Абдальвадиды (Зайяниды) — Абу Аббас Ахмад I, султан (1431 — 1462)
- Адаль — Джамаль ад-Дин II, султан (1424 — 1433)
- Бамум — Нгупу, мфон (султан)[англ.] (1418 — 1461)
- Бенинское царство — Оробиру, оба[англ.] (1397 — 1434)
- Борну — Ибрагим II, маи[нем.] (1425 — 1433)
- Буганда — Тембо, кабака (ок. 1404 — ок. 1434)
- Варсангали[англ.] — Сисиид II, султан[англ.] (1430 — 1450)
- Вогодого — Зеттембусма, нааба (ок. 1425 — ок. 1450)
- Джолоф — Тьюкули Н'Диклам, буур-ба[англ.] (ок. 1420 — ок. 1440)
- Египет (Мамлюкский султанат) — Барсбой аль-Ашраф, султан (1422 — 1438)
- Кано[англ.] — Дауд, султан[англ.] (1421 — 1438)
- Каффа — Гирра, царь (ок. 1425 — ок. 1460)
- Килва — Сулейман ибн Мухаммад, султан (1421 — 1442)
- Мали — Муса III, манса (ок. 1404 — ок. 1440)
- Мариниды — Абд аль-Хакк II, султан (1420 — 1465)
- Массина — Али I, ардо (1424 — 1433)
- Нри[англ.] — Омалониесо, эзе[англ.] (1391 — 1464)
- Свазиленд — Нгване I, вождь (ок. 1400 — ок. 1435)
- Хафсиды — Абд аль-Азиз II, халиф (1394 — 1434)
- Эфиопия — Тэкле-Марьям, император (1430 — 1433)

## Европа
- Албания —
  - Дукаджини — Пал II Дукаджини, князь (1413 — 1438)
  - Кастриоти — Гьон Кастриоти, князь (1389 — 1437)
  - Музаки — Теодор III Музаки, князь (1417 — 1444)
- Англия — Генрих VI, король (1422 — 1461, 1470 — 1471)
- Андорра — 
  - Жан I де Фуа, князь-соправитель (1412 — 1436)
  - Франсиск де Товиа, епископ Урхельский, князь-соправитель (1416 — 1436)
- Афинское герцогство — Антонио I Аччайоли, герцог (1394 — 1395, 1402 — 1435)
- Боснийское королевство — Твртко II, король (1404 — 1409, 1421 — 1443)
- Валахия — 
  - Дан II, господарь (1422 — 1423, 1423 — 1424, 1424 — 1427, 1427 — 1431)
  - Александр I Алдя, господарь (1431 — 1436)
- Венгрия — Сигизмунд, король (1387 — 1437)
- Византийская империя — Иоанн VIII Палеолог, император (1425 — 1448)
- Ирландия —
  - Десмонд — Домналл ан Дана Маккарти, король (1428 — 1469)
  - Коннахт — Катал мак Руаидри О Конхобар, король (1406 — 1439)
  - Тир Эогайн — Домналл мак Эйнри Аймрейд, король (1404 — 1410, 1414 — 1419, 1421 — 1432)
  - Томонд — Тадг ан Глемор мак Бриан О’Брайен, король (1426 — 1438)
- Испания —
  - Арагон — Альфонсо V Великодушный, король (1416 — 1458)
  - Гранадский эмират — Мухаммад IX аль-Галиб, эмир (1419 — 1427, 1429 — 1431, 1432 — 1445, 1447 — 1454)
  - Кастилия и Леон — Хуан II, король (1406 — 1454)
  - Наварра — Бланка I, королева (1425 — 1441)
  - Пальярс Верхний — Бернат Роже I, граф (1424 — 1442)
  - Прованс — Людовик III Анжуйский, граф (1417 — 1434)
- Италия —
  - Венецианская республика — Франческо Фоскари, дож (1423 — 1457)
  - Гвасталла — Гвидо Торелли, граф (1428 — 1449)
  - Генуэзская республика — оккупирована Миланом (1421 — 1435)
  - Мантуя — Джанфранческо I Гонзага, народный капитан и сеньор (1407 — 1433)
  - Милан — Филиппо Мария Висконти, герцог (1412 — 1447)
  - Монферрат — Джан Джакомо, маркграф (1418 — 1445)
  - Неаполитанское королевство — Джованна II, королева (1414 — 1435)
  - Пьомбино — Якопо II Аппиано, князь (1405 — 1441)
  - Салуццо — Лодовико I, маркграф (1416 — 1475)
  - Сицилийское королевство — Альфонсо V Великодушный, король (1416 — 1458)
  - Урбино — Гвидантонио да Монтефельтро, граф (1404 — 1443)
  - Феррара и Модена — Никколо III д’Эсте, маркиз (1393 — 1441)
  - Флорентийская республика — Ринальдо Альбицци, глава правительства (1417 — 1434)
- Кальмарская уния (Дания, Норвегия, Швеция) — Эрик Померанский, король (1396 — 1439)
- Литовское княжество — Свидригайло, великий князь (1430 — 1432)
  -  Мстиславское княжество — 
    - Лугвений Ольгердович, князь (1392 — 1431)
    - Юрий Лугвенович, князь (1431 — 1442, 1445 — 1460)
- Молдавское княжество — Александр I Добрый, господарь (1400 — 1432)
- Монако — Жан I, князь (1419 — 1454)
- Мэн — Джон II Стэнли, король (1414 — 1437)
- Наксосское герцогство — Джованни II, герцог (1418 — 1433)
- Островов королевство — Александр II Макдональд, король Островов и Кинтайра (1423 — 1449)
- Папская область — 
  - Мартин V, папа (1417 — 1431)
  - Евгений IV, папа (1431 — 1447)
- Польша — Владислав II Ягелло, король (1386 — 1434)
  - Варшавское княжество — Болеслав IV Варшавский, князь[англ.] (1429 — 1454)
  - Равское княжество — 
    - Земовит V Равский, князь[пол.] (1426 — 1442)
    - Казимир II Белзский, князь[пол.] (1426 — 1434)
    - Владислав I Плоцкий, князь[пол.] (1426 — 1434)
- Португалия — Жуан I Добрый, король (1385 — 1433)
- Русские княжества — 
  -  Великое княжество Московское — Василий II Тёмный, великий князь (1425 — 1433, 1433 — 1434, 1434 — 1445, 1445 — 1446)
    -  Галич-Мерское княжество — Юрий Дмитриевич, князь (1389 — 1433)
    -  Звенигородское княжество — Василий Юрьевич Косой, князь (1421 — 1448)
    -  Можайское княжество — Андрей Дмитриевич, князь (1389 — 1432)
    -  Серпуховско-Боровское княжество — Василий Ярославич, князь (1427 — 1456)
    -  Углицкое княжество — Константин Дмитриевич, князь (1427 — 1433)

  -  Рязанское княжество — Иван Федорович, князь (1427 — 1456)
  -  Стародубское княжество — Фёдор Фёдорович, князь (ок. 1425 — ок. 1440)
  -  Тверское княжество — Борис Александрович, великий князь (1426 — 1461)
    -  Микулинское княжество — 
      - Александр Фёдорович, князь (1410 — 1435)
      - Фёдор Фёдорович, князь (1410 — ок. 1453)

    -  Холмское княжество — Дмитрий Юрьевич, князь (1410 — ок. 1454/1456)

  -  Ярославское княжество — Фёдор Васильевич, князь (1426 — ок. 1434)
- Священная Римская империя — Сигизмунд, король Германии (1410 — 1433)
  - Австрия — 
    - Внутренняя Австрия — Фридрих V, герцог (1424 — 1493)
    - Нижняя Австрия — Альбрехт V, герцог (1404 — 1439)
    - Передняя Австрия и Тироль — Фридрих IV, герцог (1411 — 1439)

  - Ангальт — 
    - Ангальт-Бернбург — Бернард VI, князь (1420 — 1468)
    - Ангальт-Дессау — 
      - Георг I, князь (1405 — 1474)
      - Сигизмунд II, князь (1405 — 1452)
      - Альберт V, князь (1405 — 1469)

    - Ангальт-Кётен — 
      - Адольф I, князь (1423 — 1473)
      - Вальдемар V, князь (1423 — 1436)

  - Ансбах — Фридрих I, маркграф (1398 — 1440)
  - Бавария — 
    - Бавария-Ингольштадт — Людвиг VII Бородатый, герцог (1413 — 1447)
    - Бавария-Ландсхут — Генрих XVI, герцог (1393 — 1450)
    - Бавария-Мюнхен — 
      - Эрнст, герцог (1397 — 1438)
      - Вильгельм III, герцог (1397 — 1435)

  - Баден — 
    - Бернхард I, маркграф (1372 — 1431)
    - Якоб I, маркграф (1431 — 1453)

  - Байрет (Кульмбах) — Фридрих I Бранденбургский, маркграф (1420 — 1440)
  - Бар — Рене Добрый, герцог (1430 — 1480)
  - Бранденбург — Фридрих I Гогенцоллерн, курфюрст (1415 — 1440)
  - Брауншвейг — 
    - Брауншвейг-Вольфенбюттель — 
      - Вильгельм I Победоносный, герцог (1428 — 1432, 1473 — 1482)
      - Генрих II Миролюбивый, герцог (1428 — 1473)

    - Брауншвейг-Гёттинген[англ.] — Отто II, герцог[нем.] (1394 — 1463)
    - Брауншвейг-Грубенхаген — Генрих III, герцог (1427 — 1464)
    - Брауншвейг-Люнебург — Бернхард I, герцог (1428 — 1434)

  - Вальдек — 
    - Вальдек-Вальдек — Генрих VII, граф (1397 — ок. 1444)
    - Вальдек-Ландау — 
      - Адольф III, граф (1397 — 1431)
      - Отто III, граф (1431 — 1459)

  - Вюртемберг — 
    - Людвиг I, граф (1419 — 1442)
    - Ульрих V, граф (1419 — 1442)

  - Ганау — Рейнхард II, граф[англ.] (1429 — 1451)
  - Гелдерн — Арнольд Эгмонт, герцог (1423 — 1465, 1471 — 1473)
  - Гессен — Людвиг I, ландграф (1413 — 1458)
  - Голландия — Якоба, графиня (1417 — 1433)
  - Гольштейн — 
    - Гольштейн-Пиннеберг — Оттон II, граф (1426 — 1464)
    - Гольштейн-Рендсбург[англ.] — 
      - Герхард VII, граф (1427 — 1433)
      - Адольф VIII, граф (1427 — 1459)

  - Кёльнское курфюршество — Дитрих II фон Мёрс, курфюрст (1414 — 1463)
  - Клеве — Адольф I, герцог (1417 — 1448)
  - Лотарингия — 
    - Карл II, герцог (1390 — 1431)
    - Изабелла, герцогиня (1431 — 1453)

  - Люксембург — Елизавета фон Гёрлиц, герцогиня (1411 — 1443)
  - Майнцское курфюршество — Конрад III фон Даун, курфюрст (1419 — 1434)
  - Марк — 
    - Адольф IV (Адольф II Клевский), граф (1398 — 1448)
    - Герхард, граф (1430 — 1461)

  - Мекленбург — Генрих IV, герцог (1422 — 1477)
    - Верле — Вильгельм, князь (1425 — 1436)

  - Монбельяр — Генриетта де Монфуко, графиня (1397 — 1444)
  - Нассау — 
    - Нассау-Байлштайн[нем.] — 
      - Иоганн I, граф (1412 — 1473)
      - Генрих III, граф (1425 — 1477)

    - Нассау-Вейльбург — Филипп II, граф (1429 — 1492)
    - Нассау-Висбаден-Идштейн[нем.] — Иоганн II, граф (1426 — 1480)
    -  Нассау-Дилленбург[англ.] — 
      - Иоганн II, граф (1416 — 1443)
      - Энгельберт I, граф (1416 — 1442)
      - Иоганн III, граф (1416 — 1429/1433)

    - Нассау-Саарбрюккен — Иоганн II, граф (1429 — 1472)

  - Ольденбург — Дитрих, граф (1403 — 1440)
  - Померания — 
    - Померания-Барт — Барним VIII, герцог (1415 — 1451)
    - Померания-Вольгаст — 
      - Вартислав IX, герцог (1405 — 1451)
      - Барним VII, герцог (1405 — 1449/1450)

    - Померания-Рюген — Святобор II, герцог (1415 — 1432/1436)
    - Померания-Слупск — Богуслав IX, герцог (1418 — 1446)
    - Померания-Щецин — Казимир V, герцог (1413 — 1434)

  - Пфальц — Людвиг III, курфюрст (1410 — 1436)
    - Пфальц-Мосбах[англ.] — Оттон I, пфальцграф (1410 — 1448)
    - Пфальц-Нойбург[англ.] — Иоганн, пфальцграф (1410 — 1443)
    - Пфальц-Зиммерн-Цвейбрюккен[англ.] — Стефан, пфальцграф (1410 — 1459)

  - Савойя — Амадей VIII Миролюбивый, герцог (1416 — 1434)
  - Саксония — 
    - Саксен-Виттенберг — Фридрих II Кроткий, курфюрст Саксонии (1428 — 1464)
    - Саксен-Ратцебург-Лауэнбург — 
      - Эрих V, герцог (1412 — 1435)
      - Бернхард II, герцог (1426 — 1463)

  - Трирское курфюршество — Рабан фон Хельмштадт, курфюрст (1430 — 1438)
  - Тюрингия — Фридрих IV, ландграф (1406 — 1440)
  - Хахберг-Заузенберг — Вильгельм, маркграф (1428 — 1441)
  - Чехия — Зикмунд (император Сигизмунд), король (1419 — 1437)
    - Силезские княжества —
      - Бжегское княжество — Людвик II Бжегский, князь (1399 — 1436)
      - Бытомское княжество — 
        - Болеслав I Цешинский, князь (1405 — 1431)
        - Вацлав I Цешинский, князь (1431 — 1452, 1452 — 1459)
        - Владислав Глогувский, князь (1431 — 1442)
        - Пшемыслав II Цешинский, князь (1431 — 1442)
        - Болеслав II Цешинский, князь (1431 — 1442, 1452)
        - Конрад VII Белый, князь (1416 — 1450)

      - Глогувское княжество — 
        - Генрих IX Старший, князь (1397 — 1467)
        - Болеслав I Цешинский, князь (1410 — 1431)
        - Вацлав I Цешинский, князь (1431 — 1442)
        - Владислав Глогувский, князь (1431 — 1460)
        - Пшемыслав II Цешинский, князь (1431 — 1442, 1460 — 1476)
        - Болеслав II Цешинский, князь (1431 — 1442)

      - Зембицкое (Мюнстерберг) княжество — Пута Частоловицкий, князь (1429 — 1434)
      - Легницкое княжество — Людвик II Бжегский, князь (1413 — 1436)
      - Любинское княжество — 
        - Руперт II Любинский, князь[пол.] (1419/1420 — 1431)
        - Людвик III Олавский, князь[пол.] (1431 — 1441)

      - Немодлинско-Стрелецкое княжество — Бернард Немодлинский, князь (1382 — 1450)
      - Олавское княжество — Людвик III Олавский, князь[англ.] (1419/1420 — 1441)
      - Олесницкое княжество — Конрад V Контский, князь (1412 — 1439)
      - Опавское княжество — Пржемысл I Опавский, князь (1377 — 1433)
      - Опольское княжество — Болко IV Опольский, князь (1396 — 1437)
      - Освенцимское княжество — Казимир I Освенцимский, князь (1406 — 1434)
      - Ратиборско-крновское княжество — 
        - Вацлав II Ратиборский, князь (1424 — 1437)
        - Микулаш V Крновский, князь (1424 — 1437)

      - Саганское (Жаганьское) княжество — Ян I Саганский, князь (1403 — 1439)
      - Сцинавское княжество — 
        - Конрад VIII Младший, князь[пол.] (1416 — 1444)
        - Болеслав I Цешинский, князь[пол.] (1410 — 1431)
        - Вацлав I Цешинский, князь[пол.] (1431 — 1442)
        - Владислав Глогувский, князь[пол.] (1431 — 1460)
        - Пшемыслав II Цешинский, князь[пол.] (1431 — 1442, 1460 — 1476)
        - Болеслав II Цешинский, князь[пол.] (1431 — 1442)

      - Тешинское (Цешинское) княжество — 
        - Болеслав I Цешинский, князь (1410 — 1431)
        - Вацлав I Цешинский, князь (1431 — 1468)
        - Владислав Глогувский, князь (1431 — 1442)
        - Пшемыслав II Цешинский, князь (1431 — 1442, 1468 — 1477)
        - Болеслав II Цешинский, князь (1431 — 1442)

  - Шлезвиг — междуцарствие (1427 — 1440)
  - Эно (Геннегау) — Якоба, графиня (1417 — 1433)
  - Юлих-Берг — Адольф I, герцог (1423 — 1437)
- Сербская деспотовина — Георгий Бранкович, деспот (1427 — 1439, 1444 — 1456)
- Тевтонский орден — Пауль фон Русдорф, великий магистр (1422 — 1441)
  - Ливонский орден — Циссе фон дем Рутенберг, ландмейстер (1424 — 1433)
- Франция — Карл VII Победитель, король (1422 — 1461)
  - Арманьяк — Жан IV, граф (1418 — 1450)
  - Бретань — Жан VI Мудрый, герцог (1399 — 1442)
  - Бургундия (герцогство) — Филипп III Добрый, герцог (1419 — 1467)
  - Овернь и Булонь — Мария, графиня (1424 — 1437)
  - Фуа — Жан I де Фуа, граф (1412 — 1436)
- Шотландия — Яков I, король (1406 — 1437)
- Эпирское царство — Карло II Токко, деспот (1429 — 1448)

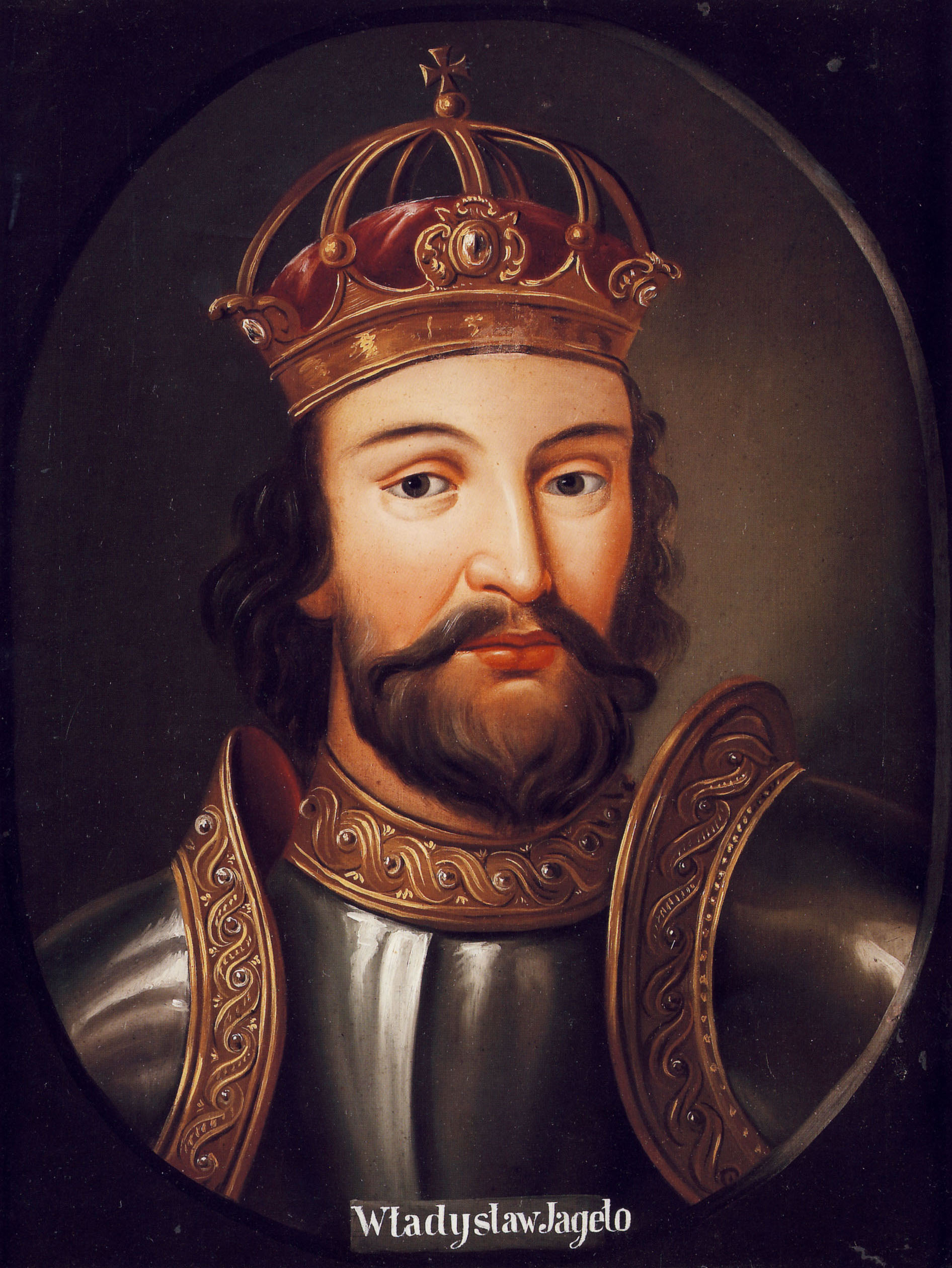
Владислав II Ягелло 1386-1434 Король Польши
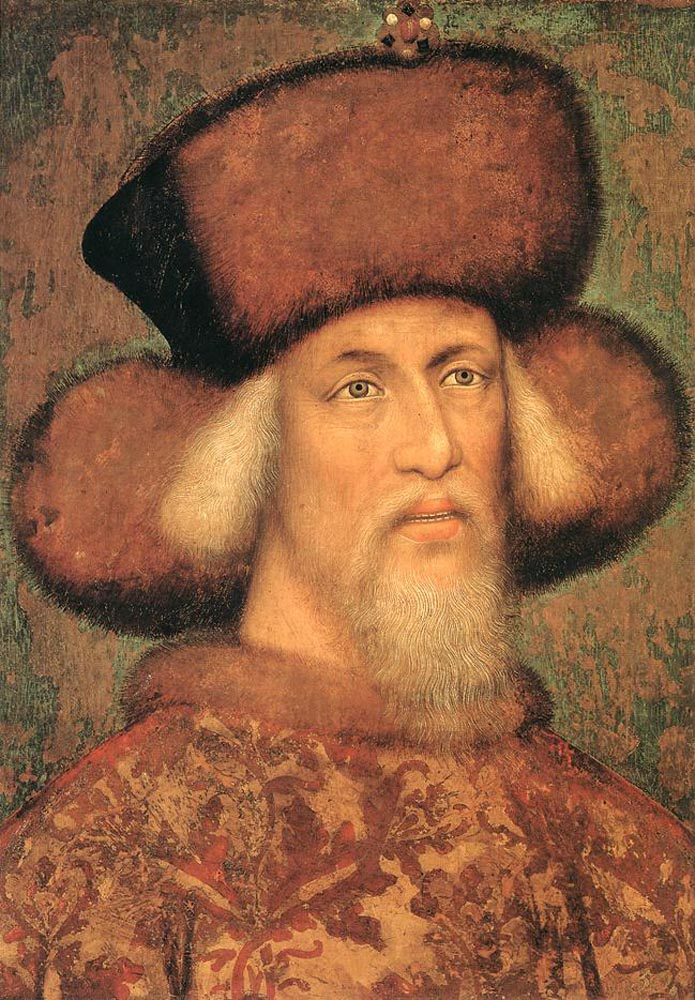
Сигизмунд 1387-1437 Король Германии, Венгрии и Чехии
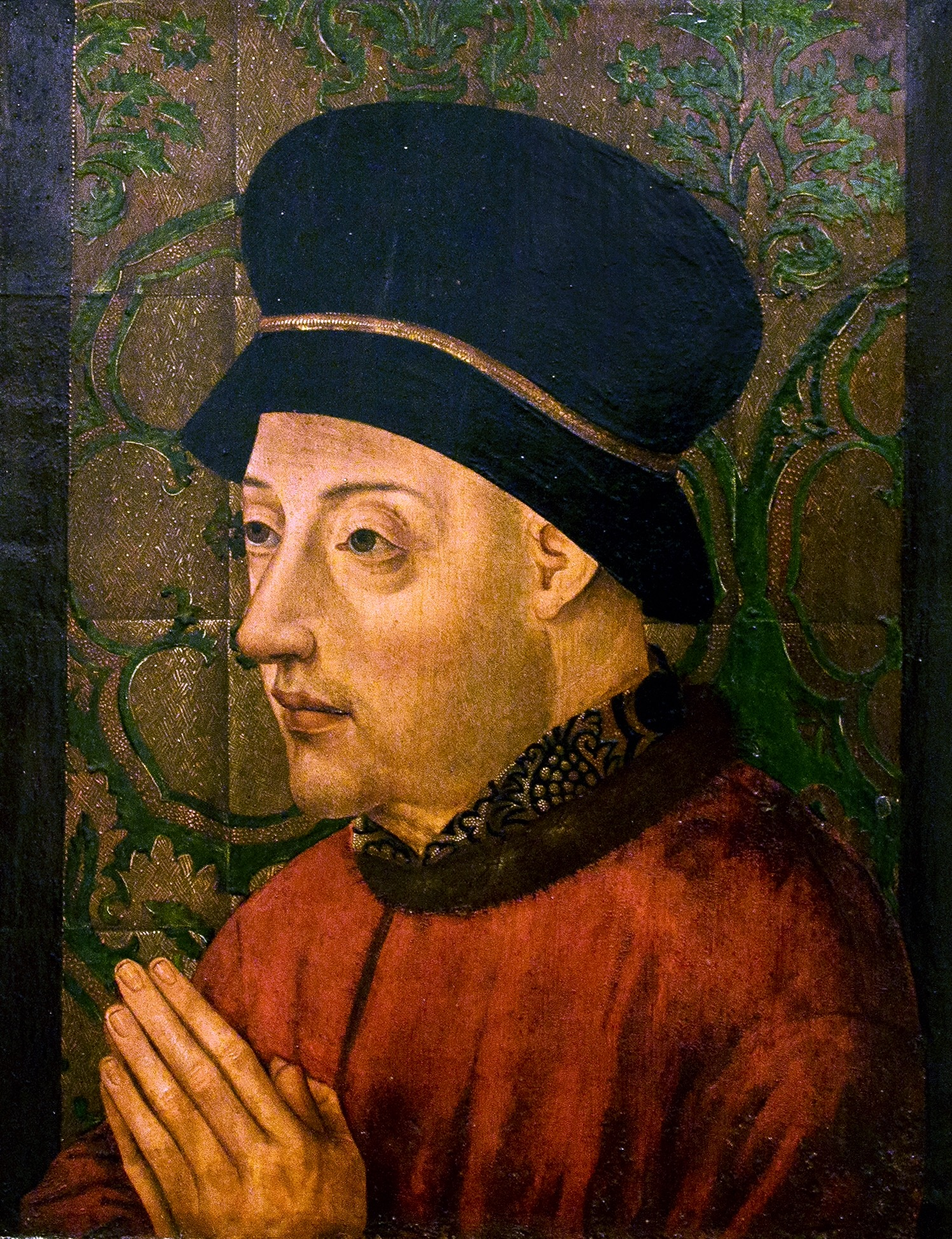
Жуан I 1385-1433 Король Португалии
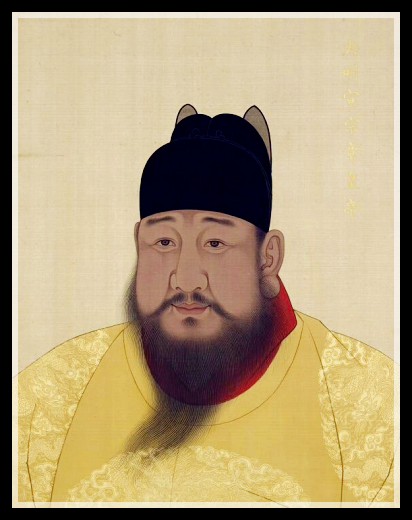
Чжу Чжаньцзи 1425-1435 Император Китая
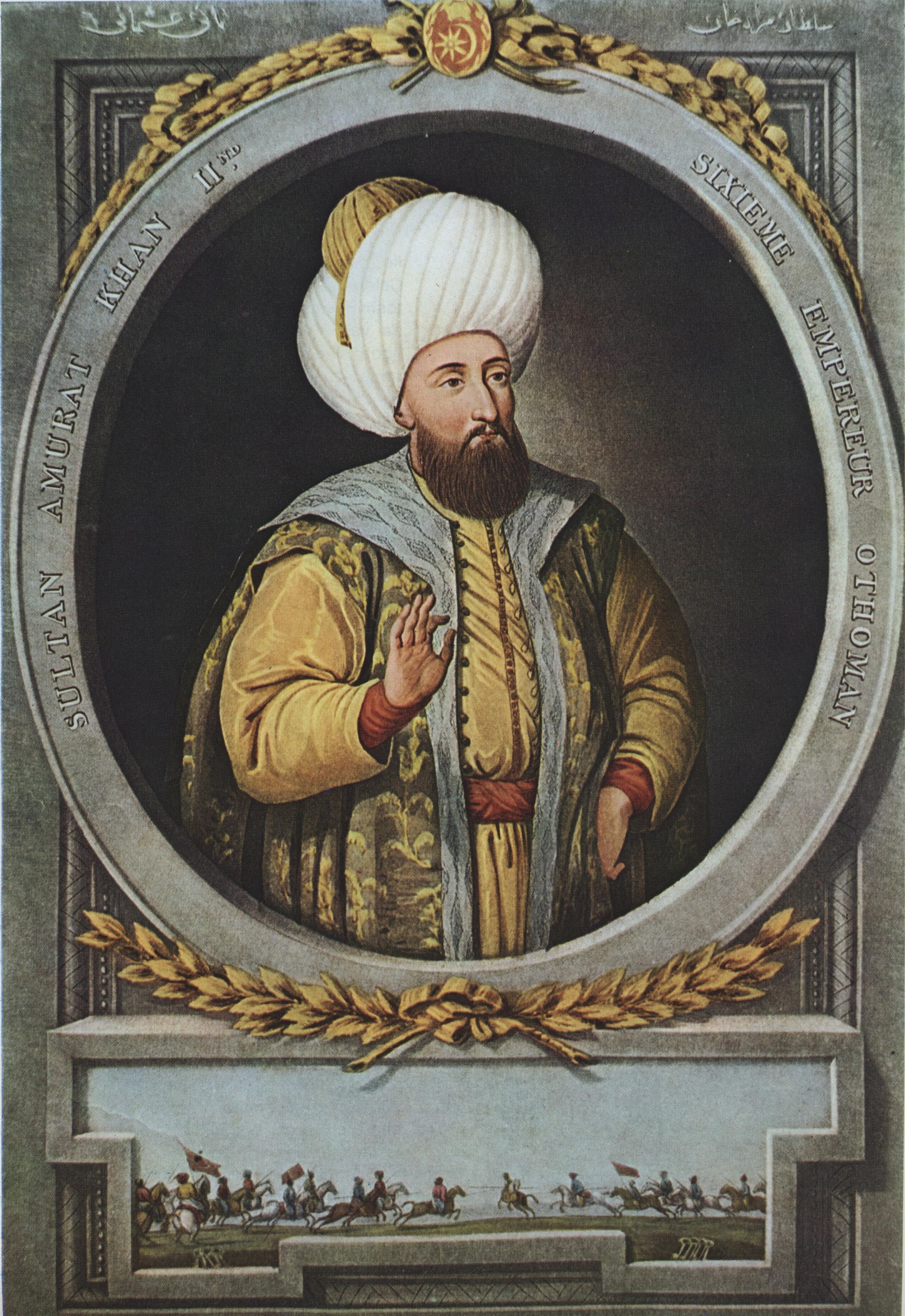
Мурад II 1421-1444, 1446-1451 Османский султан
Шахрух 1409-1447 Великий эмир Тимуридов
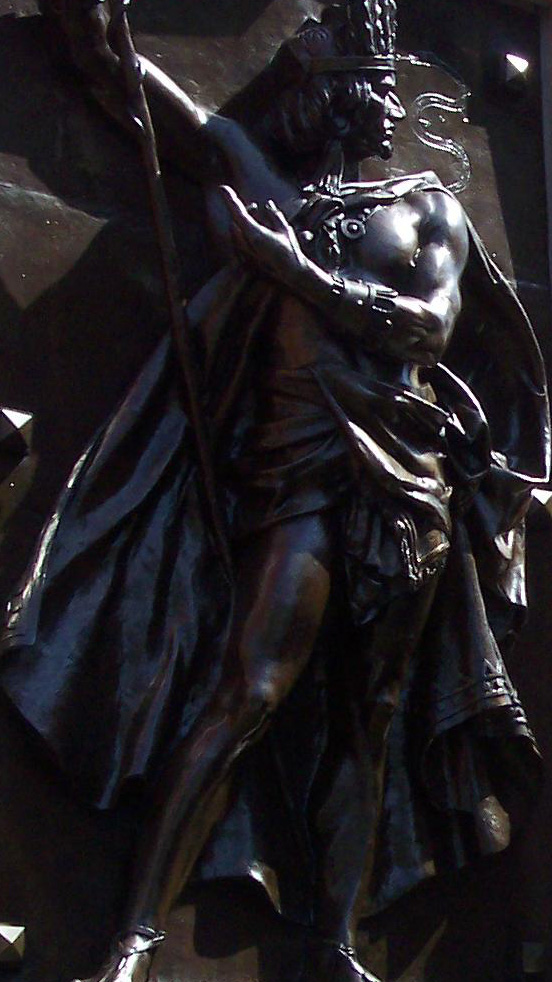
Ицкоатль 1428-1440 Великий тлатоани ацтеков
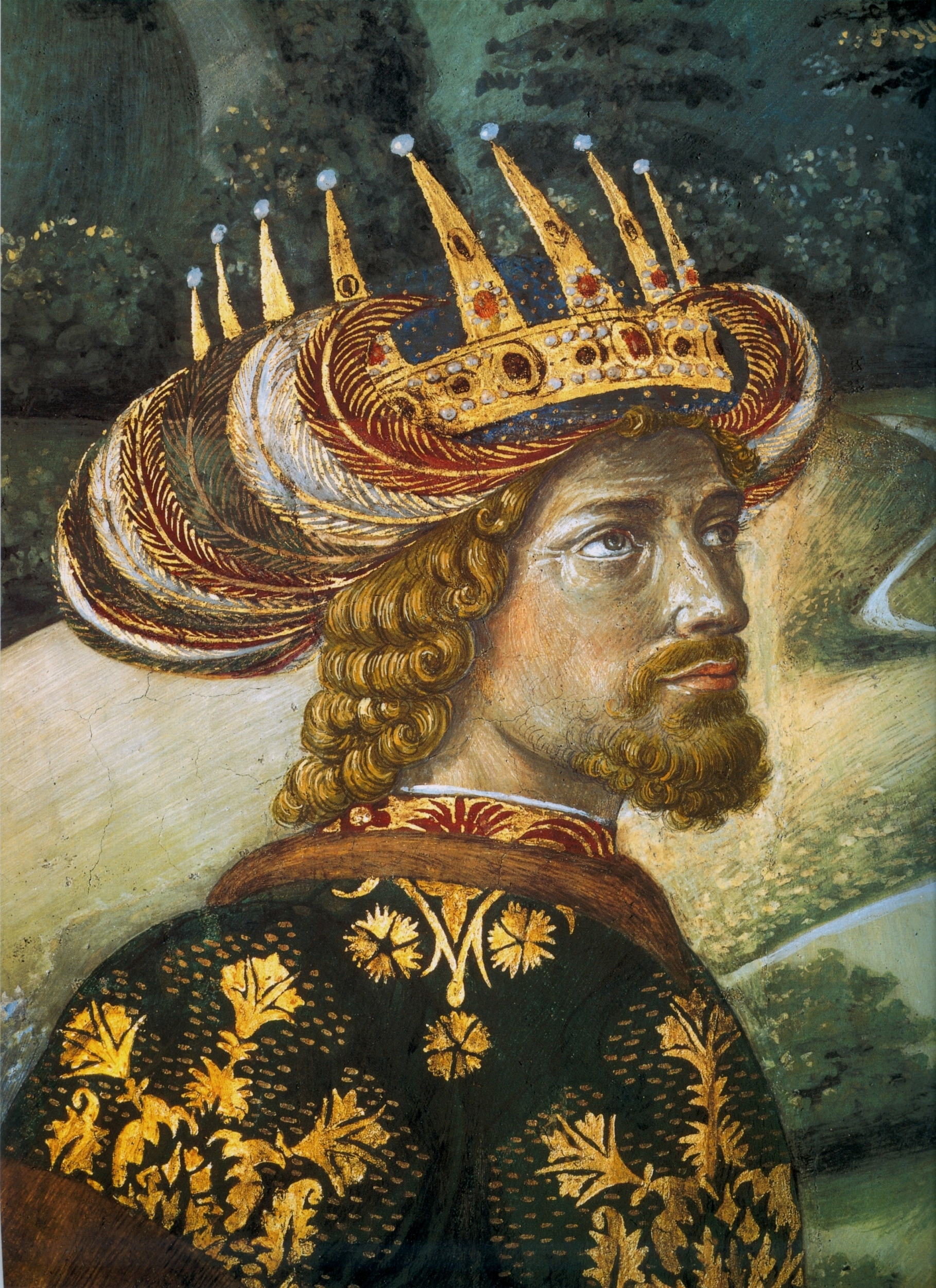
Иоанн VIII 1425-1448 Император Византии
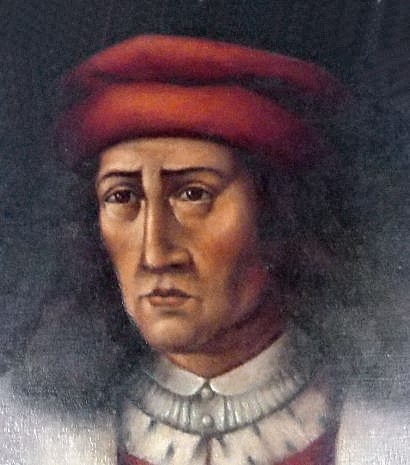
Эрик Померанский 1396-1439 Король Дании, Норвегии и Швеции
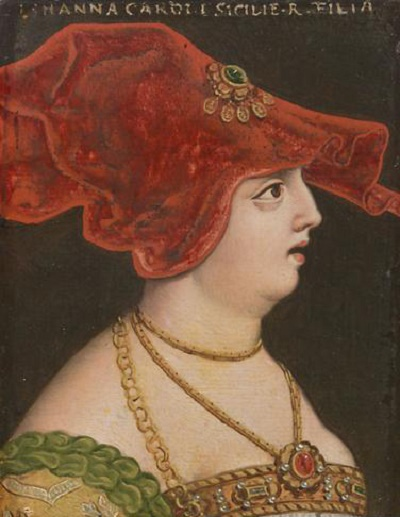
Джованна II 1414-1435 Королева Неаполя
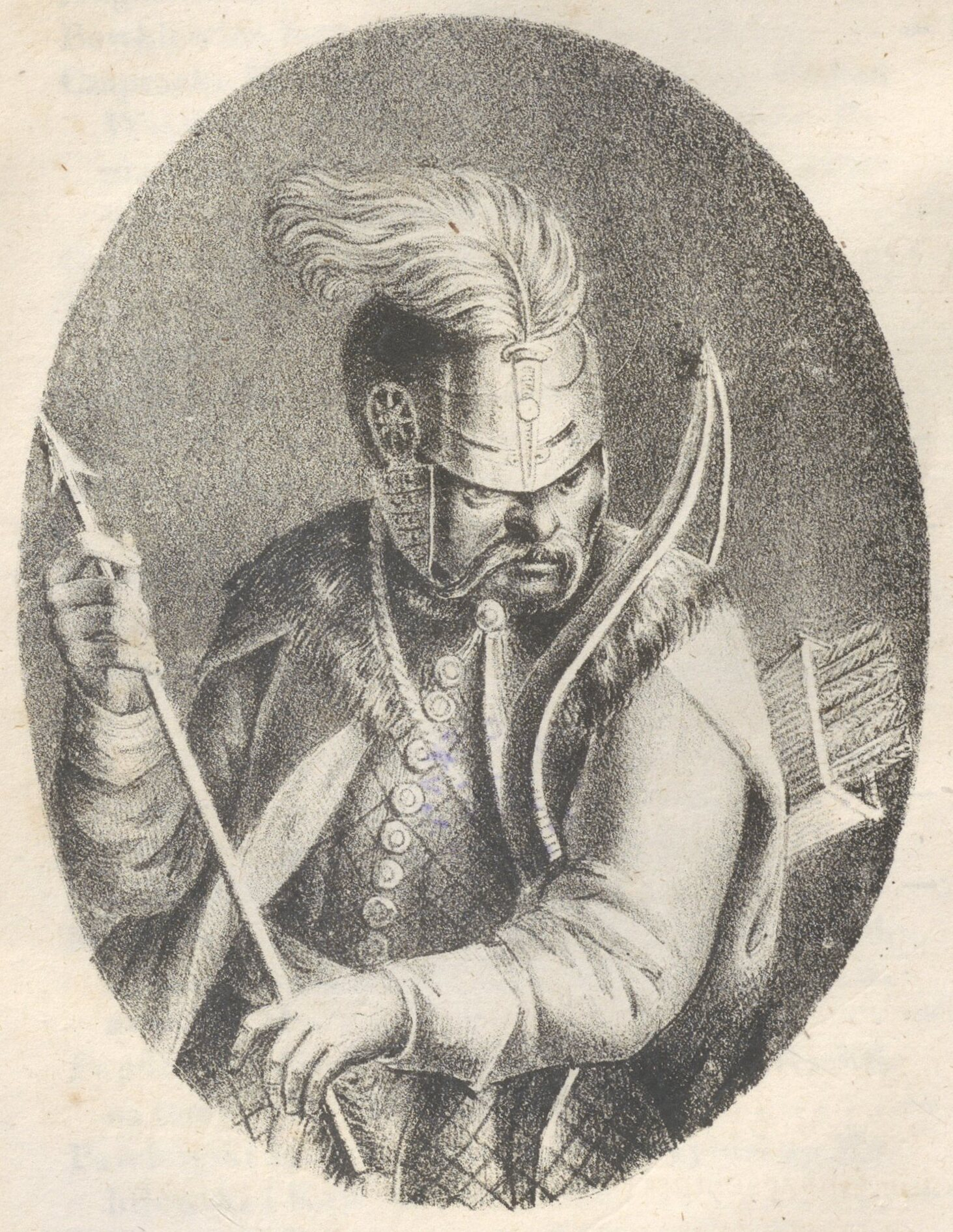
Свидригайло 1430-1432 Великий князь Литовский
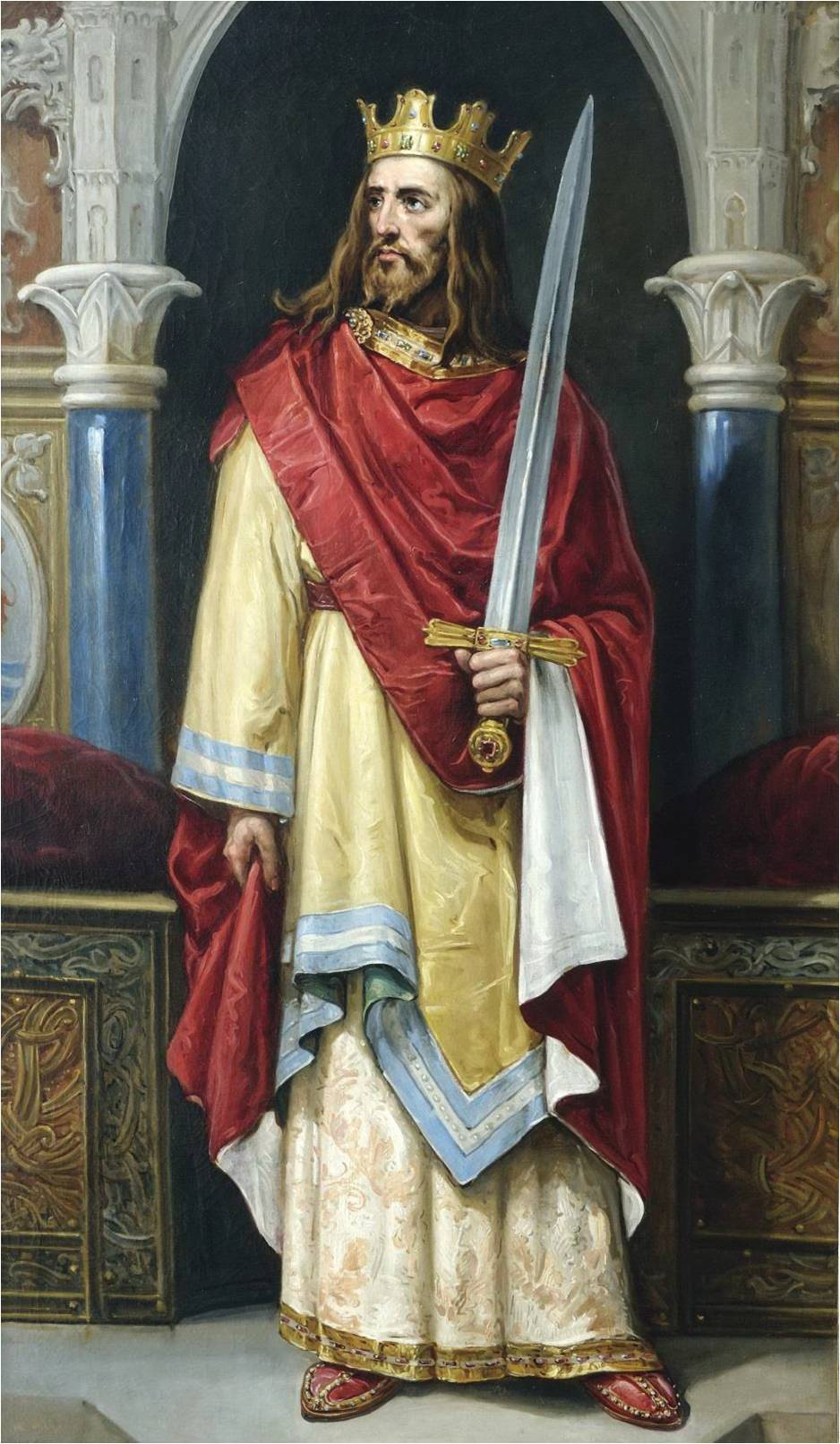
Хуан II 1406-1454 Король Кастилии и Леона
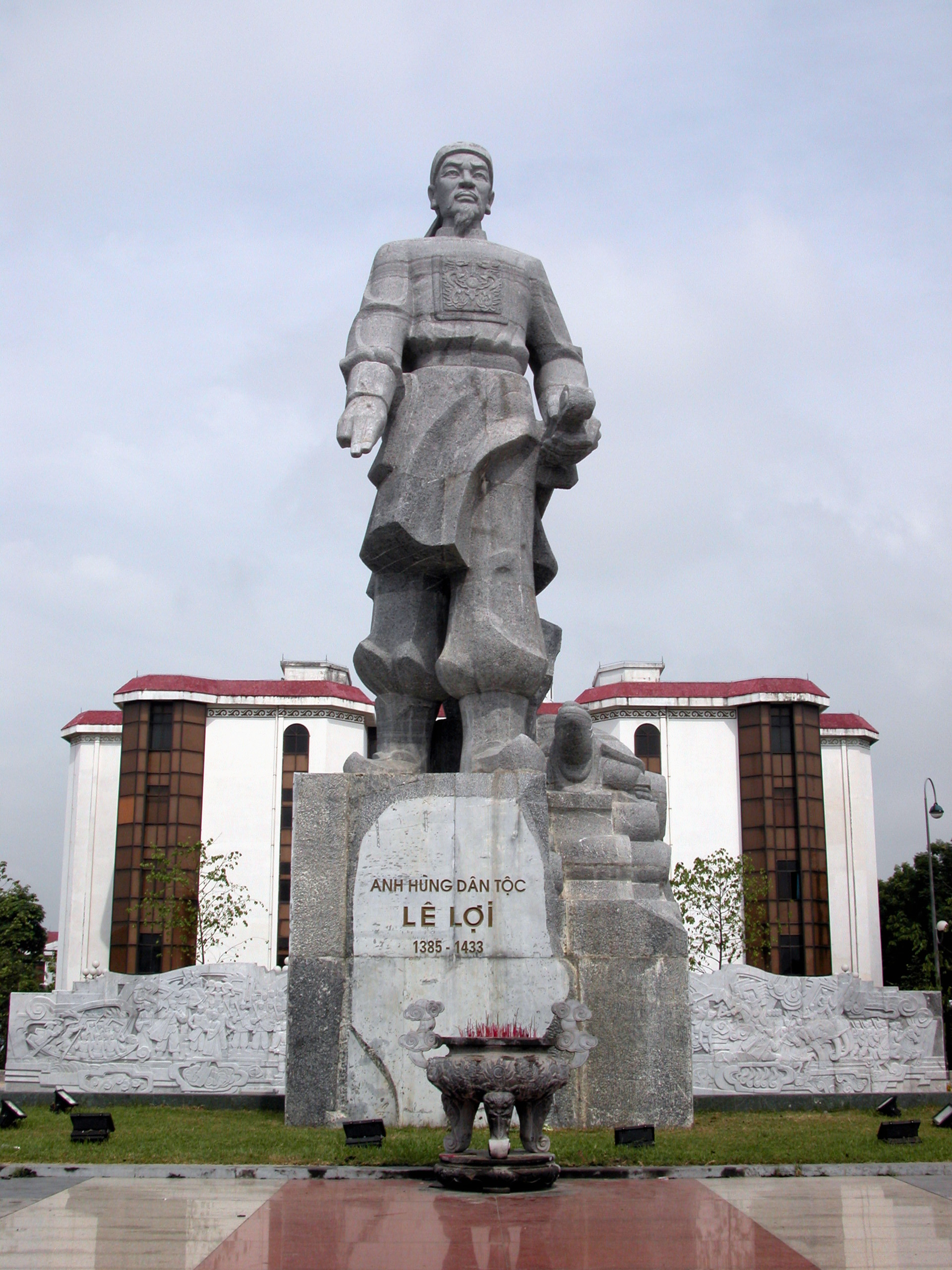
Ле Лой 1428-1433 Император Дайвьета
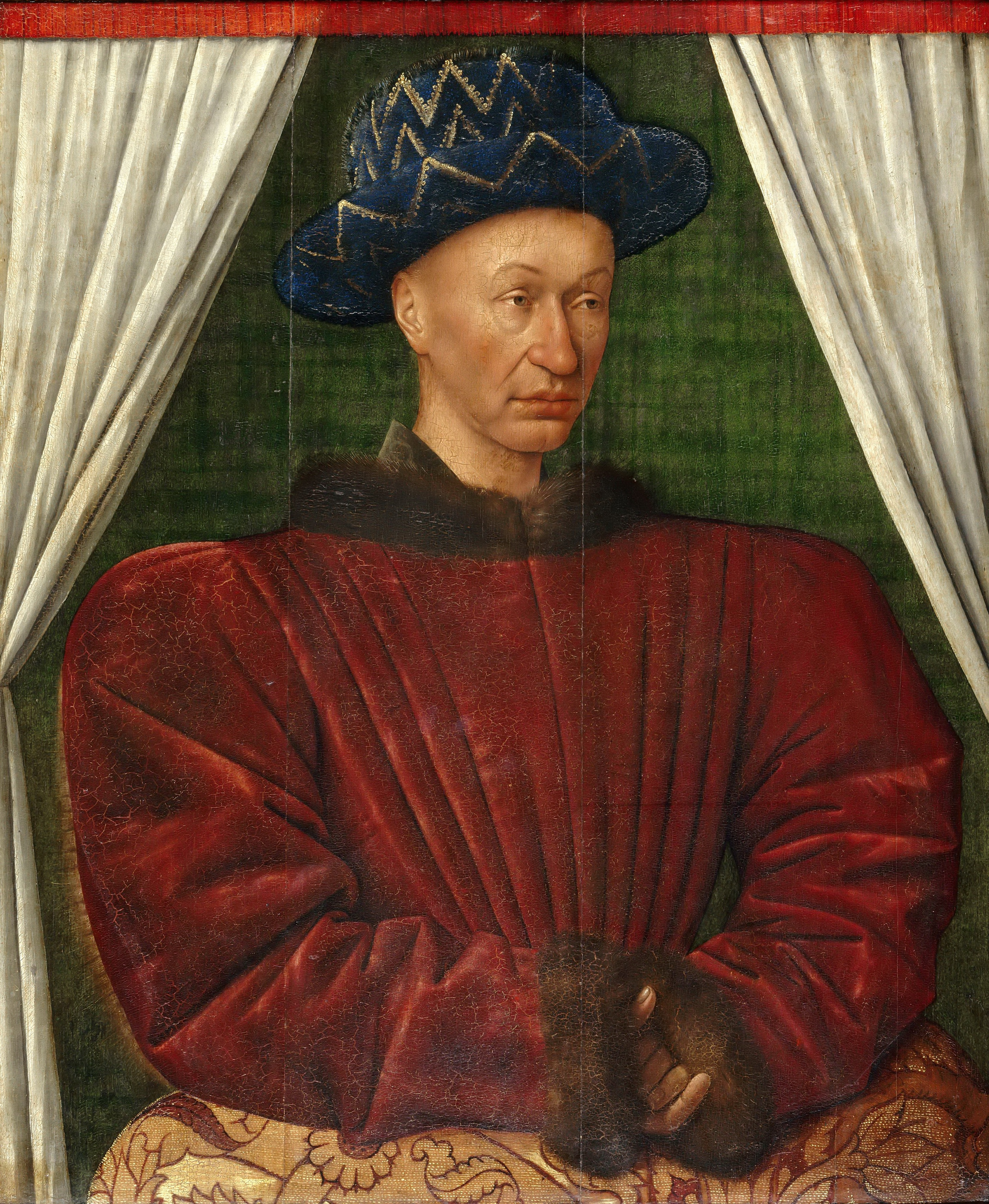
Карл VII 1422-1461 Король Франции
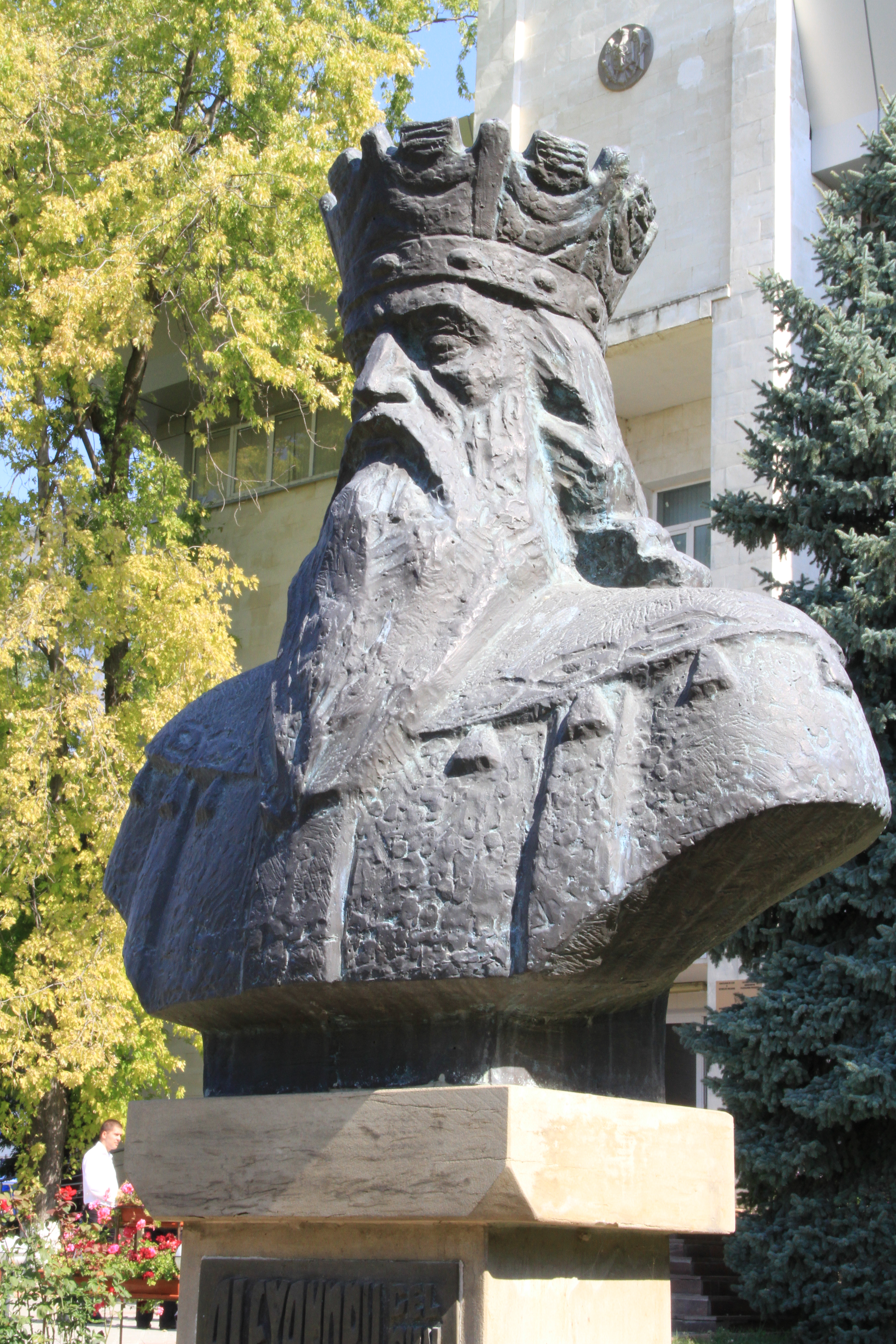
Александр I Добрый 1400-1432 Господарь Молдовы
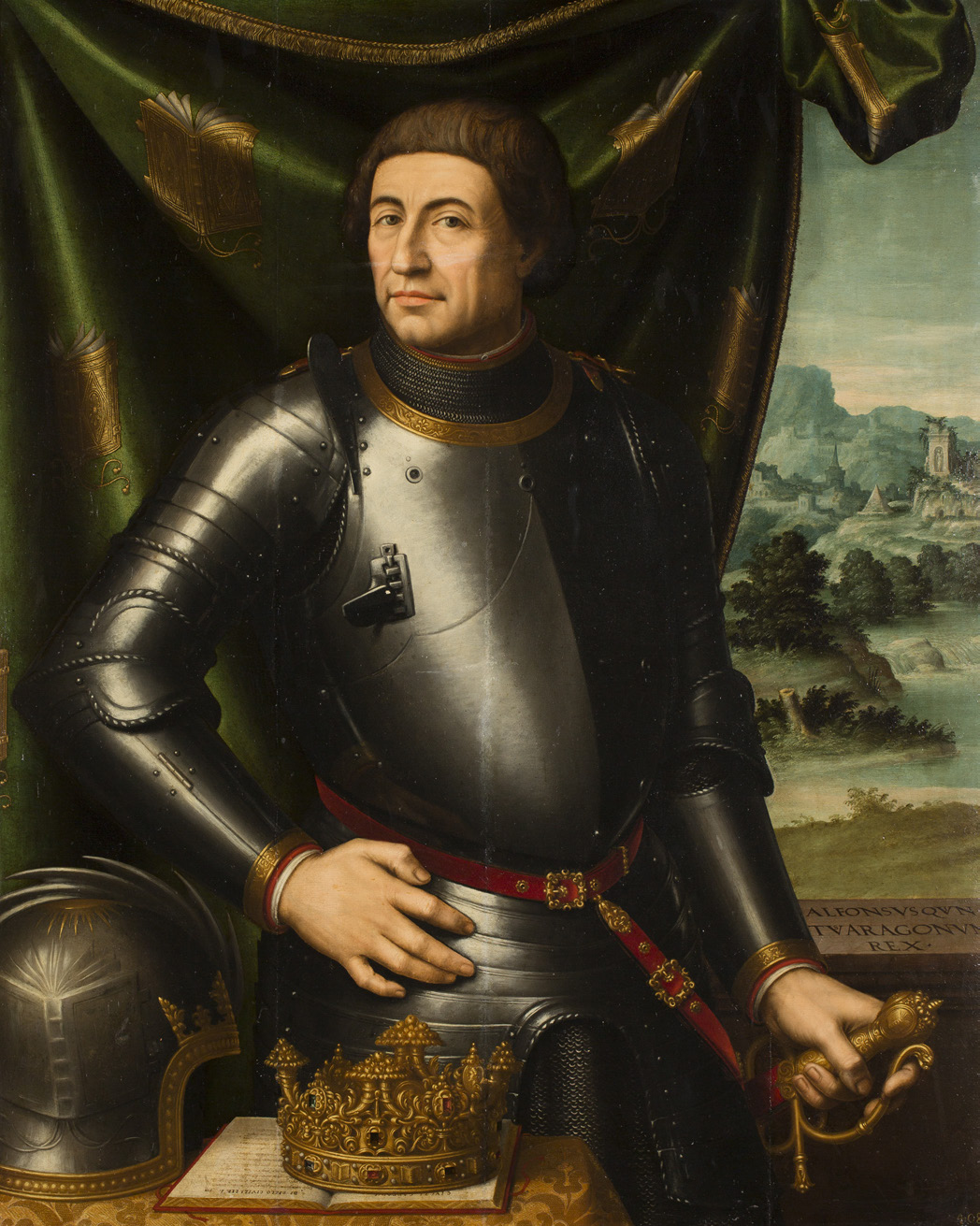
Альфонсо V Великодушный 1416-1458 Король Арагона и Сицилии
Александр I Великий 1412-1442 Царь Грузии
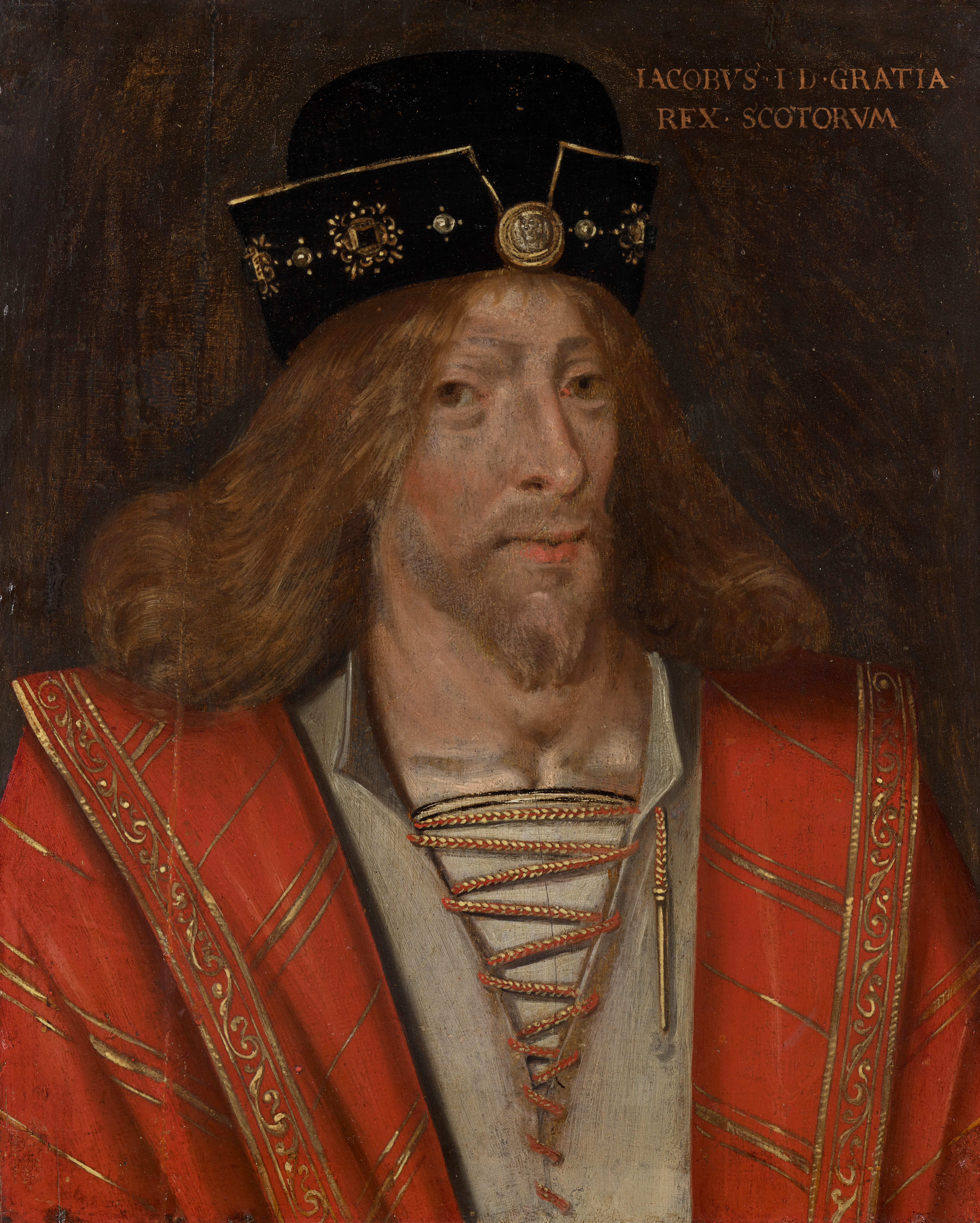
Яков I 1406-1437 Король Шотландии
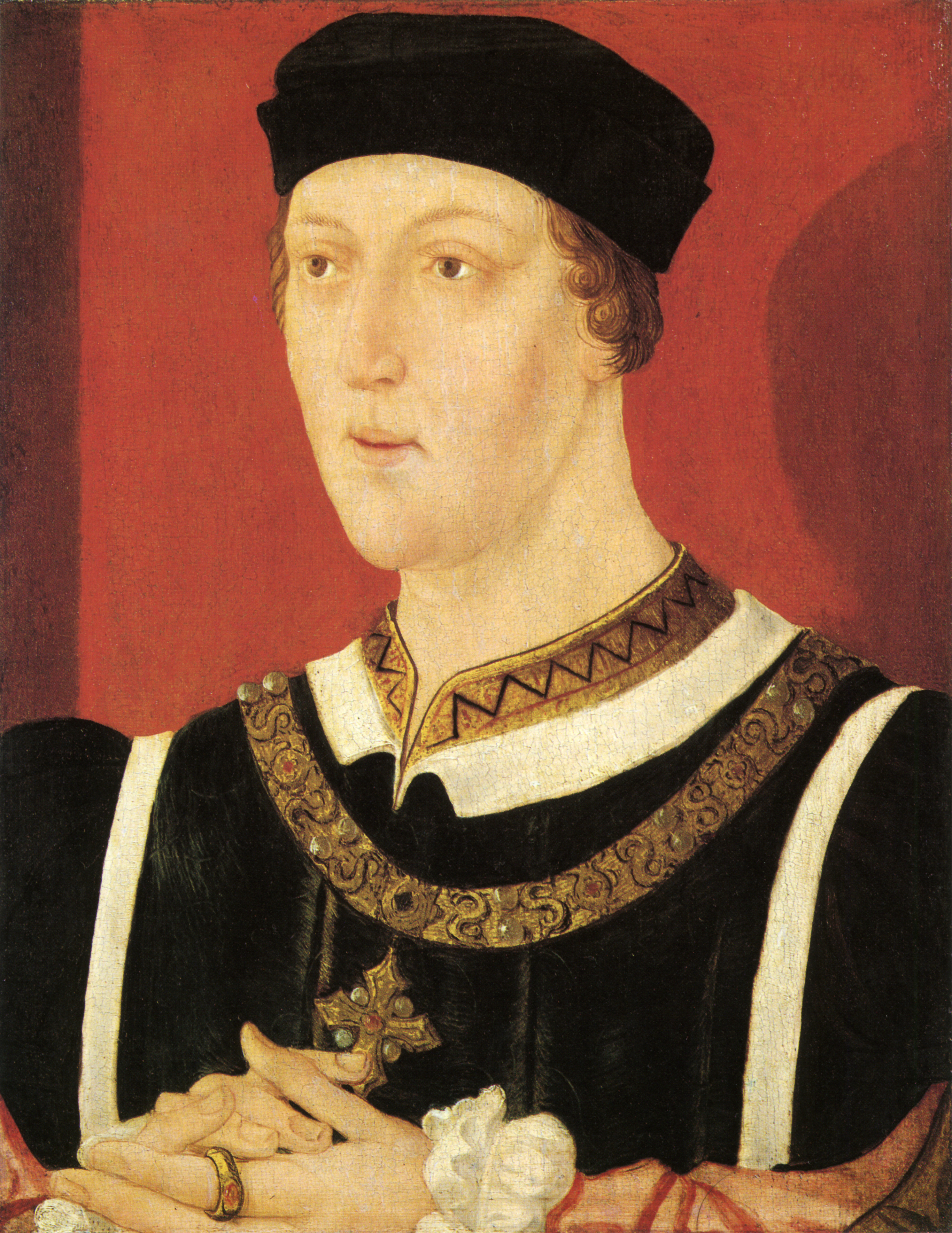
Генрих VI 1422-1461,1470-1471 Король Англии
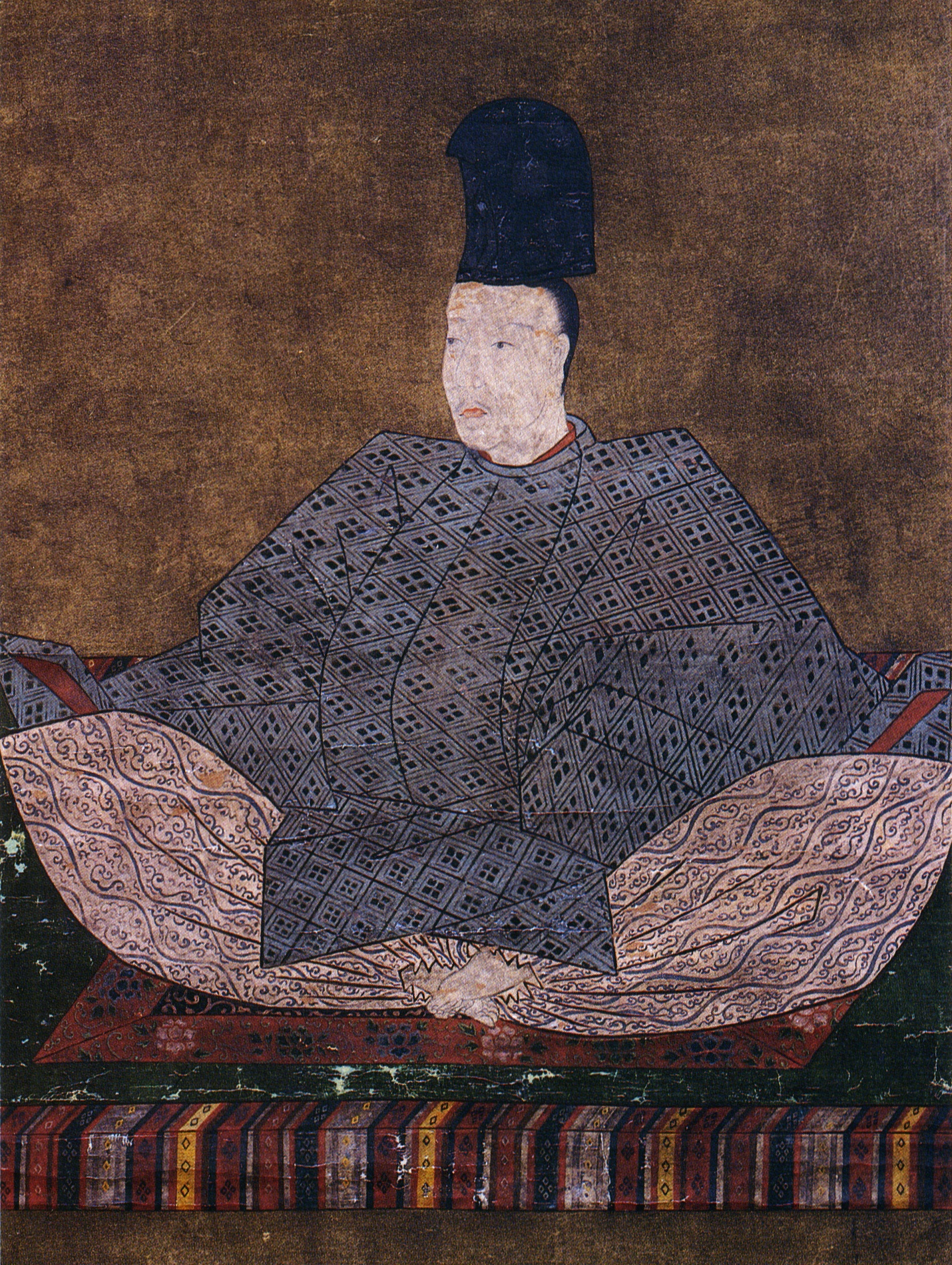
Хикохито 1428-1464 Император Японии
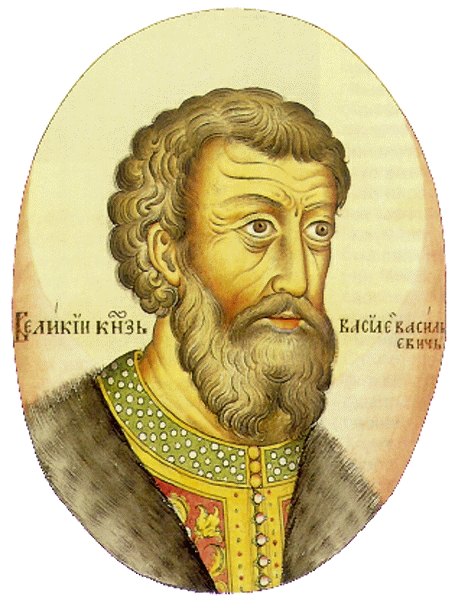
Василий II Темный 1425-1433,1434-1446 Великий князь Владимирский и Московский
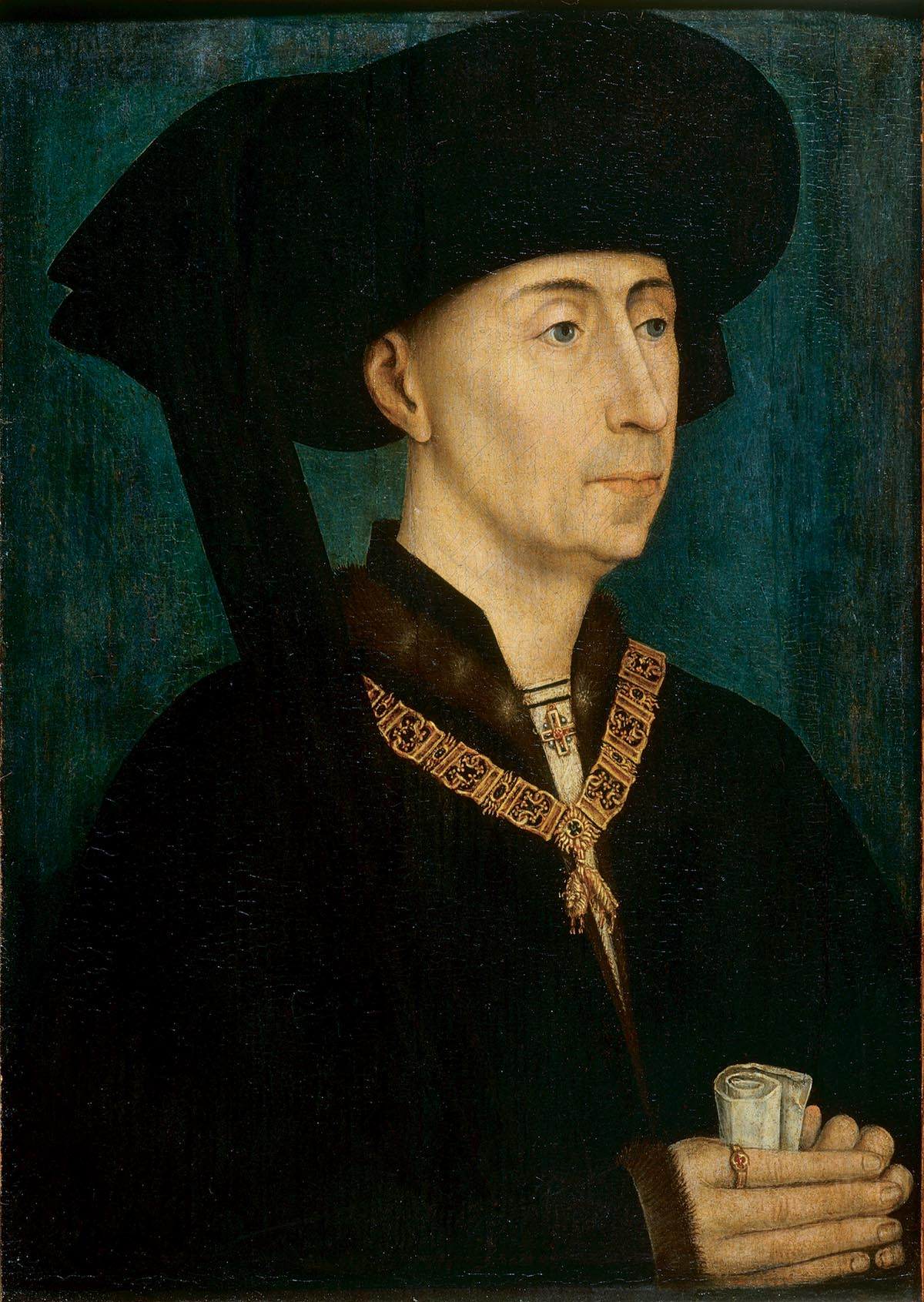
Филипп III Добрый 1419-1467 Герцог Бургундский
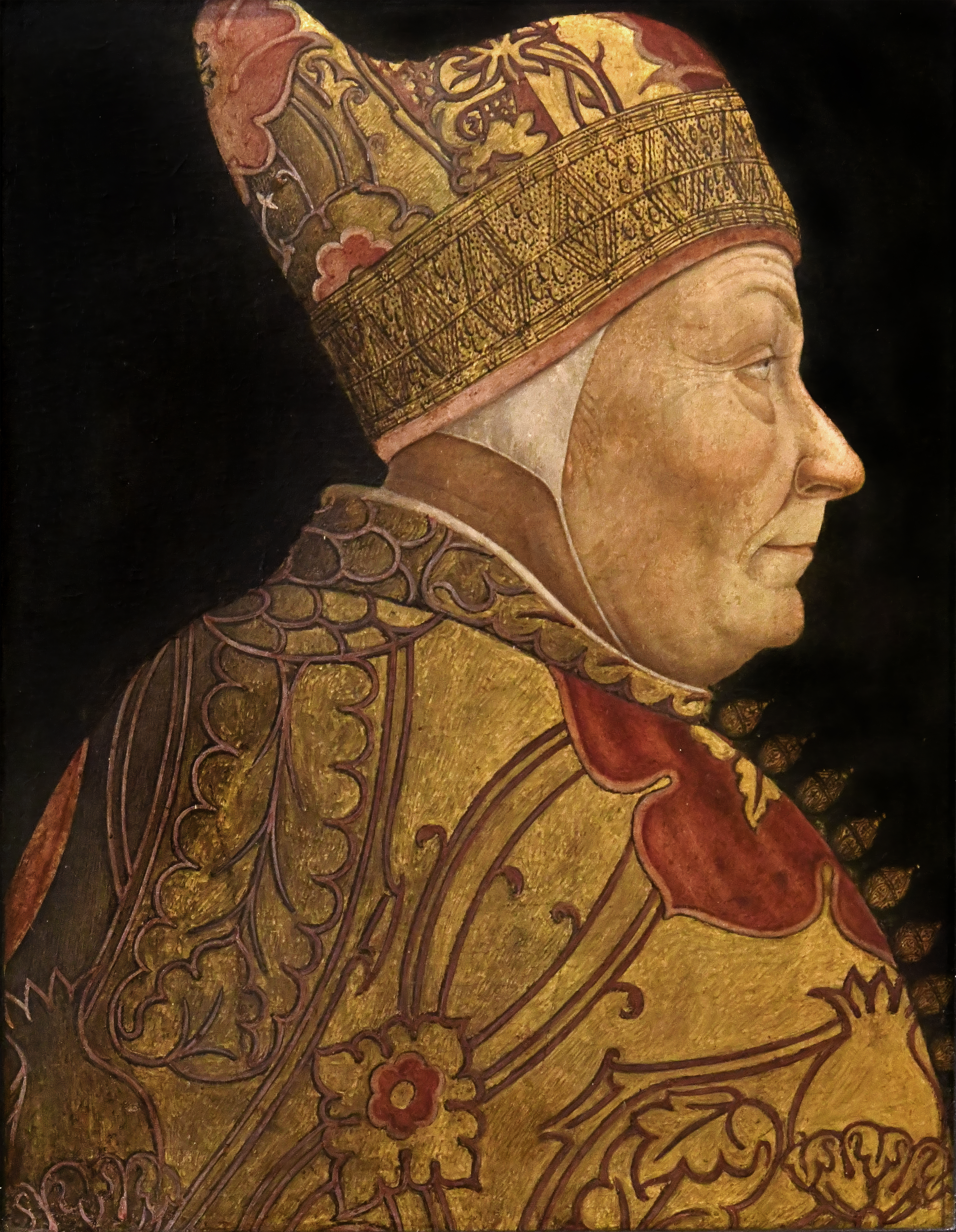
Франческо Фоскари 1423-1457 Дож Венеции
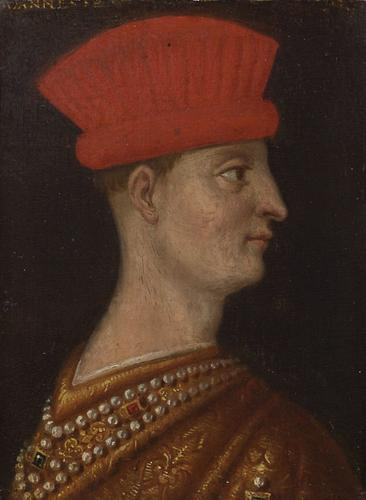
Джанфранческо I Гонзага 1407-1433 Народный капитан Мантуи
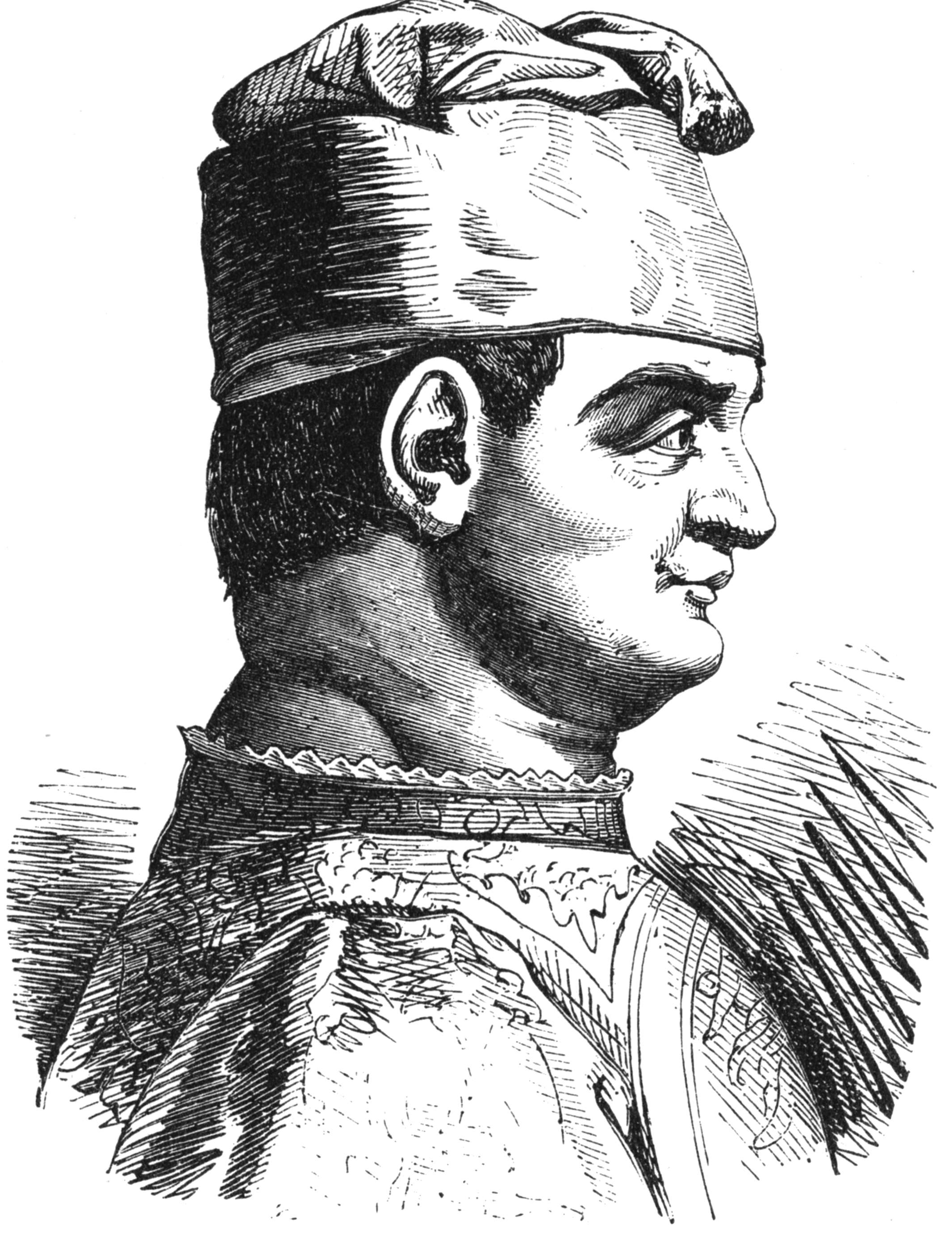
Филиппо Мария Висконти 1412-1447 Герцог Миланский
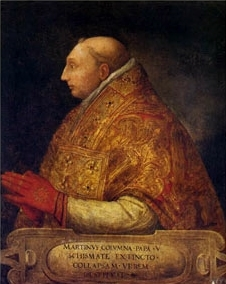
Мартин V 1417-1431 Папа Римский